# Niko Price
Nicholas Gordon Price (Cabo Coral, Florida; 29 de septiembre de 1989) es un artista marcial mixto estadounidense que actualmente lucha en la división de peso wélter de Ultimate Fighting Championship.

## Antecedentes
Nacido y criado en Cape Coral, Florida, Price asistió a la Mariner High School, donde jugó como linebacker para el equipo de fútbol de la escuela. Al graduarse, Price comenzó a entrenar en kick boxing, ganando dos combates, ambos por nocaut.
 Price fue brevemente a la universidad, estudiando justicia criminal. Comenzó a entrenar artes marciales mixtas en 2008.

## Carrera en las artes marciales mixtas

### Carrera temprana
Después de ir invicto (9-0) como amateur, Price hizo su debut profesional en MMA en febrero de 2012. Antes de unirse a la UFC Price acumuló un récord de 8-0 con 7 de sus 8 victorias por paradas.

### Ultimate Fighting Championship
Price hizo su debut promocional para el UFC en UFC 207 contra Brandon Thatch. Ganó el combate por sumisión en el primer asalto.
La siguiente pelea de Price fue en UFC Fight Night: Bermúdez vs. Korean Zombie contra Alex Morono. Ganó el combate por nocaut en el segundo asalto; sin embargo, más tarde se anuló por no haber sido disputado después de que diera positivo por marihuana.
Price se enfrentó después a Alan Jouban en UFC Fight Night: Pettis vs. Moreno el 5 de agosto de 2017. Ganó el combate por TKO en el primer asalto. La victoria también le valió a Price su primer premio de bonificación por Actuación de la Noche.
Price se iba a enfrentar a Luan Chagas el 28 de octubre de 2017 en UFC Fight Night: Brunson vs. Machida. El 6 de octubre se anunció que Luan Chagas se fracturó el pie y se retiró del combate, siendo sustituido por Vicente Luque. Price perdió la pelea a través de la variación del brabo de D'Arce en Brasil o de la sumisión por estrangulamiento de D'Arce, después de que una combinación de golpes le hiciera aparecer de pie en el segundo asalto.
Price se enfrentó a George Sullivan el 27 de enero de 2018 en UFC on Fox: Jacaré vs. Brunson 2. Ganó el combate por sumisión en el segundo asalto.
Se esperaba que Price se enfrentara a Belal Muhammad el 1 de junio de 2018 en UFC Fight Night: Rivera vs. Moraes. Sin embargo, Price fue retirado del combate el 22 de mayo por razones no reveladas y sustituido por el recién llegado a la promoción Chance Rencountre.
Price se enfrentó a Randy Brown el 14 de julio de 2018 en UFC Fight Night: dos Santos vs. Ivanov. Ganó el combate por nocaut en el segundo asalto, después de asestar varios martillazos desde el fondo para noquear a Brown. Esta victoria le valió el premio a la Actuación de la Noche.
Price se enfrentó a Abdul Razak Alhassan el 8 de septiembre de 2018 en UFC 228. Perdió el combate por nocaut en el primer asalto.
Price se enfrentó a Tim Means el 9 de marzo de 2019 en UFC Fight Night: Lewis vs. dos Santos. Ganó por nocaut en el primer asalto, convirtiéndose en el primer hombre en acabar con Means por nocaut en la competición de MMA. Esta victoria le valió el premio a la Actuación de la Noche.
Price se enfrentó a Geoff Neal el 27 de julio de 2019 en UFC 240. Perdió el combate por nocaut técnico en el segundo asalto.
Price se enfrentó a James Vick el 12 de octubre de 2019 en UFC Fight Night: Joanna vs. Waterson. Ganó el combate por nocaut en el primer asalto. Esta victoria le valió el premio a la Actuación de la Noche.
Se esperaba que Price se enfrentara a Muslim Salikhov el 11 de abril de 2020 en UFC Fight Night: Overeem vs. Harris. Debido a la pandemia de COVID-19, el evento fue finalmente pospuesto.
El 21 de marzo de 2020, Price anunció que había firmado un nuevo contrato de cuatro peleas con la UFC.
Price estaba programado para enfrentarse a Vicente Luque en una revancha el 18 de abril de 2020 en UFC 249. Sin embargo, el 9 de abril, Dana White, el presidente de la UFC anunció que este evento fue pospuesto y el combate finalmente se realizó el 9 de mayo de 2020. Perdió el combate por nocaut técnico debido a la interrupción del médico en el tercer asalto.
Price se enfrentó a Donald Cerrone el 19 de septiembre de 2020 en UFC Fight Night: Covington vs. Woodley. El combate fue declarado empate mayoritario. El 4 de noviembre, se anunció que la Comisión Atlética del Estado de Nevada (NSAC) emitió una suspensión temporal para Price, después de que diera positivo por carboxi THC en una prueba de drogas relacionada con su pelea. El 2 de diciembre de 2020, se anunció que el combate fue anulado a no contest y Price fue suspendido por seis meses y multado con $8500 dólares.
Price se enfrentó a Michel Pereira el 10 de julio de 2021 en UFC 264. Perdió el combate por decisión unánime.
Como primer combate de su nuevo contrato de cuatro peleas, Price se enfrentó a Alex Oliveira el 2 de octubre de 2021 en UFC Fight Night: Santos vs. Walker. Ganó el combate por decisión unánime.
Price enfrentó a Philip Rowe el 3 de diciembre de 2022 en UFC on ESPN 42. Price perdió la pelea por nocaut técnico en el tercer asalto.
Price enfrentó al ex campeón de peso welter de UFC Robbie Lawler el 8 de julio de 2023 en UFC 290. Fue noqueado a los 38 segundos del inició del primer asalto.
Price estaba programado para enfrentar a Jeremiah Wells el 1 de junio de 2024 en UFC 302. Sin embargo, Wells fue retirado de la pelea y reemplazado por Alex Morono en una revancha. Price ganó la pelea por decisión unánime.

## Vida personal
Niko y su esposa Erica tienen cinco hijos.

## Campeonatos y logros
- Ultimate Fighting Championship
  - Actuación de la Noche (cuatro veces) vs. Alan Jouban, Randy Brown, Tim Means y James Vick[57][22][27][32]
- MMAJunkie.com
  - Nocaut del mes de octubre de 2019 vs. James Vick[58]
  - Pelea del mes de mayo de 2020 vs. Vicente Luque[59]

## Récord en artes marciales mixtas
| Resultado     | Récord   | Oponente                | Método                                 | Evento                                      | Fecha                    | Ronda | Tiempo | Localización             | Notas |
| ------------- | -------- | ----------------------- | -------------------------------------- | ------------------------------------------- | ------------------------ | ----- | ------ | ------------------------ | --- |
| Victoria      | 16-7 (2) | Alex Morono             | Decisión (unánime)                     | UFC 302                                     | 1 de junio de 2024       | 3     | 5:00   | Newark, Nueva Jersey     | |
| Derrota       | 15-7 (2) | Robbie Lawler           | KO (golpes)                            | UFC 290                                     | 3 de diciembre de 2022   | 3     | 3:26   | Las Vegas, Nevada        | |
| Derrota       | 15-6 (2) | Philip Rowe             | TKO (golpes)                           | UFC on ESPN: Thompson vs. Holland           | 3 de diciembre de 2022   | 3     | 3:26   | Orlando, Florida         | Pelea de peso pactado en (173.5 lb); Rowe no dio el peso. |
| Victoria      | 15-5 (2) | Alex Oliveira           | Decisión (unánime)                     | UFC Fight Night: Santos vs. Walker          | 2 de octubre de 2021     | 3     | 5:00   | Las Vegas, Nevada        | |
| Derrota       | 14-5 (2) | Michel Pereira          | Decisión (unánime)                     | UFC 264                                     | 10 de julio de 2021      | 3     | 5:00   | Las Vegas, Nevada        | |
| Sin resultado | 14-4 (2) | Donald Cerrone          | Sin resultado (anulado)                | UFC Fight Night: Covington vs. Woodley      | 19 de septiembre de 2020 | 3     | 5:00   | Las Vegas, Nevada        | A Price se le descontó un punto en el primer asalto por repetidos golpes en los ojos. Originalmente un empate mayoritario; anulado después de que Price diera positivo en la prueba de carboxi THC. |
| Derrota       | 14-4 (1) | Vicente Luque           | TKO (parada médica)                    | UFC 249                                     | 9 de mayo de 2020        | 3     | 3:37   | Jacksonville, Florida    | |
| Victoria      | 14-3 (1) | James Vick              | KO (patada hacia arriba)               | UFC Fight Night: Joanna vs. Waterson        | 12 de octubre de 2019    | 1     | 1:44   | Tampa, Florida           | Actuación de la Noche. |
| Derrota       | 13-3 (1) | Geoff Neal              | TKO (puñetazos)                        | UFC 240                                     | 27 de julio de 2019      | 2     | 2:39   | Edmonton, Alberta        | |
| Victoria      | 13-2 (1) | Tim Means               | KO (puñetazos)                         | UFC Fight Night: Lewis vs. dos Santos       | 9 de marzo de 2019       | 1     | 4:50   | Wichita, Kansas          | Actuación de la Noche. |
| Derrota       | 12-2 (1) | Abdul Razak Alhassan    | KO (puñetazo)                          | UFC 228                                     | 8 de septiembre de 2018  | 1     | 0:43   | Dallas, Texas            | |
| Victoria      | 12-1 (1) | Randy Brown             | KO (puñetazos)                         | UFC Fight Night: dos Santos vs. Ivanov      | 14 de julio de 2018      | 2     | 1:09   | Boise, Idaho             | Actuación de la Noche. |
| Victoria      | 11-1 (1) | George Sullivan         | Sumisión (estrangulamiento por detrás) | UFC on Fox: Jacaré vs. Brunson 2            | 27 de enero de 2018      | 2     | 4:21   | Carolina del Norte       | |
| Derrota       | 10-1 (1) | Vicente Luque           | Sumisión (estrangulamiento D'Arce)     | UFC Fight Night: Brunson vs. Machida        | 28 de octubre de 2017    | 2     | 4:08   | São Paulo                | |
| Victoria      | 10-0 (1) | Alan Jouban             | TKO (puñetazos)                        | UFC Fight Night: Pettis vs. Moreno          | 5 de agosto de 2017      | 1     | 1:44   | Ciudad de México         | Actuación de la Noche. |
| Sin resultado | 9-0 (1)  | Alex Morono             | Sin resultado (anulado)                | UFC Fight Night: Bermudez vs. Korean Zombie | 4 de febrero de 2017     | 2     | 5:00   | Houston, Texas           | Originalmente una victoria por KO (puñetazo) para Price; anulada después de que diera positivo por marihuana.                                                                                       |
| Victoria      | 9-0      | Brandon Thatch          | Sumisión (estrangulamiento del brazo)  | UFC 207                                     | 30 de diciembre de 2016  | 1     | 4:30   | Las Vegas, Nevada        | |
| Victoria      | 8-0      | Willie Hosch            | Decisión (unánime)                     | Fight Time 32                               | 12 de agosto de 2016     | 3     | 5:00   | Fort Lauderdale, Florida | |
| Victoria      | 7-0      | Jose Caceres            | TKO (puñetazos)                        | Fight Time 30                               | 22 de abril de 2016      | 1     | 1:31   | Fort Lauderdale, Florida | Defendió el Campeonato de Peso Wélter de Fight Time. |
| Victoria      | 6-0      | Maurice Salmon          | TKO (puñetazos)                        | Fight Time 26                               | 17 de julio de 2015      | 1     | 2:38   | Fort Lauderdale, Florida | Ganó el Campeonato de Peso Wélter de Fight Time. |
| Victoria      | 5-0      | Michael Lilly           | TKO (puñetazos)                        | Fight Time 23                               | 6 de febrero de 2015     | 2     | 1:05   | Miami, Florida           | |
| Victoria      | 4-0      | Danilo Padilha Da Silva | TKO (puñetazos)                        | Fight Time 21                               | 7 de noviembre de 2014   | 1     | 0:22   | Fort Lauderdale, Florida | |
| Victoria      | 3-0      | David Hayes             | TKO (puñetazos)                        | Fight Time 20                               | 29 de agosto de 2014     | 1     | 3:07   | Fort Lauderdale, Florida | |
| Victoria      | 2-0      | Mikerson Lindor         | TKO (puñetazos)                        | Fight Time 19                               | 30 de mayo de 2014       | 1     | 4:59   | Fort Lauderdale, Florida | |
| Victoria      | 1-0      | Alejandro Gomez         | Sumisión (barra de brazo)              | Fight Time 8                                | 17 de febrero de 2012    | 1     | 2:49   | Fort Lauderdale, Florida | |